# Hugo Gaisser
Hugo Anastasius Gaisser OSB (* 1. Dezember 1853 in Aitrach als Josef Anton Gaisser; † 26. März 1919 im Kloster Ettal) war ein deutscher Benediktiner und Choralforscher.

## Leben und Wirken
Hugo Gaisser stammte aus einer Allgäuer Bauernfamilie. Sein Vater Remig (1808–1877) war ein Metzger, seine Mutter die Bauerntochter Walburga (1823–1882). Die Großeltern väterlicherseits waren der Schwandener Bauer Remig und Rosalie Häge; die Großeltern mütterlicherseits der Aichstettener Bauer Johann Georg Harlacher und Maria Anna Kirchmann.
Gaisser trat 1872 in die Benediktinerabtei Beuron ein und lernte dort bei Pater Ambrosius Kienle die Pflege und Erforschung des Gregorianischen Chorals kennen. Als die Abtei Beuron ein Tochterkloster im belgischen Maredsous eröffnete, übersiedelte er dorthin. Von 1899 bis 1912 lebte er in Rom und arbeitete dort als Lehrer und ab 1906 als Rektor des Pontificio Collegio Atanasio. Die römische Kirche Sant’Atanasio dei Greci war für den byzantinischen Kirchengesang berühmt. Gaisser entdeckte dort den griechischen Choral, der seinerzeit sowohl in der Praxis als auch in der wissenschaftlichen Erarbeitung als sehr vernachlässigt galt, als seine Lebensaufgabe.
Gaisser publizierte Melodien von Auslands-Griechen, die in Kalabrien und Sizilien lebten. Seine Arbeiten gelten zwar heute als teilweise veraltet, aber dennoch wertvoll. Er verglich östliche und westliche Melodien und wendete dabei erstmals ein Verfahren an, das sich zu einem bedeutenden methodischen Hilfsmittel entwickelte. Während dieser Zeit erhielt er einen Ruf in die päpstliche Kommission, die die Editio Vaticana herausgab.
Im Jahr 1912 wechselte Gaisser als Prior nach Saint-André in Brüssel und beendete gleichzeitig seine Choralforschungen. Bei Ausbruch des Ersten Weltkriegs musste er ausreisen und ging über die Sankt Joseph bei Coesfeld in das Kloster Ettal.